# Nafissatou Niang Diallo
 (avril 2021).
Pour les articles homonymes, voir Niang et Diallo.
Nafissatou Niang Diallo est une femme de lettres sénégalaise née le 11 mars 1941 à Dakar. Elle meurt dans la même ville en 1982 à 41 ans,.

## Biographie
Nafissatou Niang Diallo est née le 11 mars 1941 à Dakar (Sénégal). Elle perd sa mère en 1942, à l’âge de 1 an et demi, et c'est sa grand-mère paternelle (« Mame ») qui s'occupe d'elle ensuite. Elle ne reçoit pas une éducation très stricte. Vers l'âge de 13 ans, elle déménage au Plateau. Elle publie son premier livre en 1975 (De Tilène au Plateau) qui conte sa vie. Elle fait des études de sage-femme qui d’abord ne l’intéressent pas, mais qui la passionnent ensuite. Elle se marie en 1961 avec Mambaye Diallo et a six enfants. Son père meurt pendant qu'elle est pensionnaire, d'une maladie qu'elle ne connaîtra jamais.

## Œuvres
- De Tilène au Plateau, une enfance dakaroise, Dakar, Nouvelles éditions africaines, 1975, 133 p.  (ISBN 2-7236-0099-8)
- Le Fort maudit, Paris, Hatier, 1980, 125 p.
- Awa la petite marchande, Paris, Nouvelles éditions africaines, EDICEF, 1981, 143 p.
- La Princesse de Tiali, Dakar, Nouvelles éditions africaines, 1987, 191 p.